# Bloch Jiszáchor
Bloch Jiszáchor Ber (Hamburg, ? – Kismarton, 1795) morvaországi településeken, majd Kismartonban működő rabbi.

## Élete
Több morvaországi községnek, köztük Gotteinnak volt rabbija. Később Szemnicbe került, ahol összegyűjtötte homiliáit Binász Jiszáchar cím alatt. Könyve Prágában jelent meg 1785-ben. Élete utolsó esztendőit Kismartonban töltötte.